# مگس‌ریزه
مگس‌ریزه (انگلیسی: Midge) به گروهی از حشرات گفته می‌شود که شامل بسیاری از گونه‌های مگس‌های کوچک هستند.
مگس‌ریزه‌ها عملاً در تمامی خشکی‌های زمین به جز بیابان‌های بسیار خشک و مناطق بسیار سرد زندگی می‌کنند. اصطلاح مگس‌ریزه از اصطلاحات آرایه‌شناسی علمی نیست بلکه اشاره ای است به مگس‌های ریزجثه در برخی خانواده‌ها مانند پشه‌های خاکی و سیاه‌مگس‌ها که ناقل بسیاری از بیماری‌ها هستند.
مگس‌ریزه‌ها طعمه‌های مفیدی برای گونه‌های حشره‌خوار مانند قورباغه و پرستو هستند.